# Теватрон

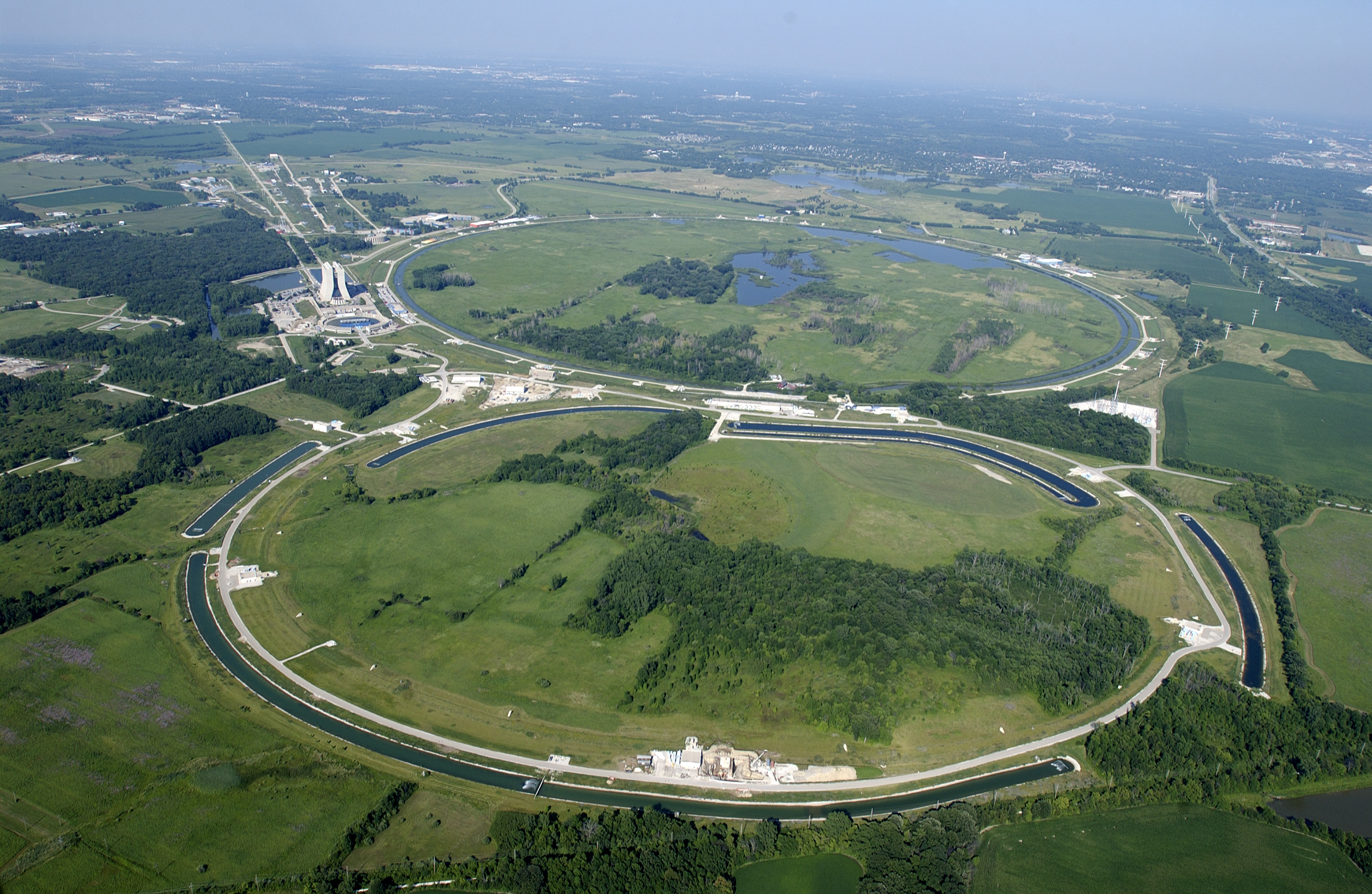
Національна прискорювальна лабораторія ім. Фермі: вид на кільце установки Теватрон з висоти пташиного польоту

Теватрон (англ. Tevatron) — кільцевий прискорювач заряджених частинок, сконструйований в Національній прискорювальній лабораторії ім. Енріко Фермі в місті Батавія (штат Іллінойс, США). Ця установка є другим у світі за величиною прискорювачем після Великого адронного колайдера.
Теватрон — це по своїй сутності синхротрон, що прискорює заряджені частинки: протони та антипротони. Частинки прискорюються до енергії 980 ГеВ (~ 1 ТеВ). Звідси й походить назва прискорювача. 
Теватрон — установка колайдерного типу. Тобто протони та антипротони летять назустріч один одному і стикаються у кількох місцях підземного прискорювального кільця довжиною 6,3 км. В цих місцях розташовані детектори частинок, яких в теватроні встановлено два типи — CDF та D0.

## Історія та досягнення
Будівництво Теватрона було почато у Фермілабі у кінці 1970-х років. Вартість проекту склала 120 мільйонів доларів. Перші протони пройшли по кільцю колайдера, довжина якого становила 6,3 кілометра, 2 липня 1983 року. Перші зіткнення частинок і античастинок на прискорювачі відбулися 13 жовтня 1985 року. 
Одним з головних досягнень Теватрона вважається відкриття в 1995 році t-кварка — наймасивнішої із відомих на сьогодні елементарних часток.
Рішення про зупинку Теватрона було ухвалено на початку 2011 року, коли стало відомо, що Міністерство енергетики США відмовилося виділити 35 мільйонів доларів, необхідних для продовження роботи прискорювача до 2014 року . 
Теватрон принипив діяти 30 вересня 2011 .

## Виноски
1. ↑  Второй по мощности в мире ускоритель Тэватрон завершил работу. Архів оригіналу за 2 жовтня 2011. Процитовано 1 жовтня 2011.
2. ↑  BBC: What does Tevatron closure mean for big US science?. Архів оригіналу за 2 жовтня 2011. Процитовано 1 жовтня 2011.